# Eetu Mäkiniemi
Eetu Mäkiniemi (Vantaa, Finlandia, 19 de abril de 1999) es un jugador profesional finlandés de hockey sobre hielo que se desempeña en la posición de guardameta en San Jose Sharks, equipo de la National Hockey League (NHL).

## Carrera
Fue seleccionado en la cuarta ronda en la NHL Entry Draft de 2017. En 2022 hizo su debut profesional con el equipo San Jose Sharks, donde lleva jugando una temporada.